# Borussia Neunkirchen
El Borussia VfB Neunkirchen es un equipo de fútbol de Alemania que juega en la Landesliga, la sexta liga de fútbol más importante del país.
Fue fundado en el año 1907 a raíz de la fusión de los equipos FC 1905 Borussia y el SC Neunkirchen.

## Historia
Desde 1912 hasta 1963, el club tuvo una racha de partidos consecutivos jugados en Primera División, incluyendo la Kreisliga Saar, Bezirksliga Rhein-Saar y la selección en la Gauliga, formada en 1933 luego del periodo de reorganización de fútbol alemán bajo el Tercer Reich. El Borussia estaba en este nivel, la Gauliga Südwest/Mainhessen, donde tuvieron buenos resultados, pero no los capitalizaron con títulos. Como otras organizaciones de Alemania fue disuelta por los Aliados luego de la Segunda Guerra Mundial, pero regresó con su nombre actual.
Jugó en Saarland, territorio ocupado por Francia y los franceses hicieron varios esfuerzos para que se independizaran de Alemania y se unieran a Francia. en deporte compitieron por separado en los Juegos Olímpicos de 1952 y en las eliminatoras para el Mundial de fútbol de Suiza 1954 como Saar en su corta vida como Estado Independiente y el equipo alemán 1. FC Saarbrücken jugaba en la Segunda División de Francia. Neunkirchen jugaba en la Saarland Ehrenliga entre 1949-1951, ganando el título en su primera temporada. Luego regresaría a la DFB en la Oberliga Südwest.
Luego de tener la racha de juegos consecutivo en el máximo nivel, Neunkirchen no fue seleccionado para jugar en la Bundesliga, la nueva liga profesional en Alemania, para la que fueron elegidos el FK Pirmasens y el Wormatia Worms, incluso por encima del 1. FC Saarbrücken.
Accedieron a la Bundesliga, pero no por mucho tiempo, ya que luego de quedar a mitad de tabla en 1965, descendieron tras quedar en la posición 17, al año siguiente obtuvieron el ascenso de la Regionalliga Südwest y regresaron a la Bundesliga, aunque en esa temporada volvieron a ocupar el lugar 17 y volvieron a descender. En total han jugado en la Bundesliga 3 temporadas.
Pasaron 7 años para que el Neunkirchen retornara al segundo nivel luego de su periodo en la Amateurliga Saarland (tercer nivel), pero a mediados de los 70s e inicios de los 80s tuvieron descensos debido a su bajo nivel. En 1996 retornaron a la Oberliga Südwest (cuarto nivel), donde aunque ganaron la promoción en el 2005, declinaron su participación en la Tercera División por problemas financieros, los cuales tenían desde el 2003.

## Palmarés
- Oberliga Südwest: 1 (I)

1962
- Bezirksliga Rheinhessen-Saar: 1 (I)

1924
- Bezirksliga Rhein-Saar: 1 (División de Saarland) (I)

1929
- Kreisliga Saar: 3 (I)

1921, 1922, 1923
- Regionalliga Südwest: 5 (II)

1964, 1967, 1971, 1972, 1974
- Oberliga Südwest: 5 (III-IV)

1980, 1991, 2000, 2002, 2005
- Amateurliga Saarland: 1 (III)

1976, 1977, 1978
- Ehrenliga Saarland: 1

1949
- Southern German Cup: 1

1921
- Copa de Saarland: 7

1978, 1985, 1986, 1990, 1992, 1996, 2003

## Entrenadores
| - Ferdinand Fabra (1948 - 1950) - Friedrich Cerha (1950 - 1951) - Ferdinand Swatosch (1951 - 1952) - Reinhard (1951 - 1954) - Dondorf (1954 - 1955) - Edy Havlicek (1955 - 1957) - Bernd Oles (1957 - 1960) - Alfred Preißler (1960 - 1962) - Hans Pilz (1962 - 1963) - Horst Buhtz (1963 - 1966) - Željko Čajkovski (1966 - 1969) - Kurt Sommerlatt (1969 - 1971) - Alfred Preißler (1971 - 1973) - Erwin Türk (1973 - 1974) - Stefan Abadschiew (1974 - 1976) - Dietmar Schwager (1976 - 1977) - Hennes Schreier (1977) - Dietmar Schwager (1977 - 1979) - Herbert Binkert (1979) - Horst Meurer (1979 - 1981) - Jürgen Fuhrmann (1981 - 1983) - Hennes Schreier (1983) - Horst Berg (1983 - 1984) - Hennes Schreier (1984) - Günter Fuchs (1984) - Dietmar Schwager (1984 - 1985) - Jürgen Fuhrmann (1985) - Hennes Schreier (1985) - Reiner Reuter (1985 - 1987) - Heinz Eisengrein (1987 - 1988) | - Hennes Schreier (1988) - Gerd Schwickert (1988 - 1990) - Horst Brand (1990 - 1991) - Klaus Müller (1991 - 1992) - Gerd Warken (1992 - 1993) - Klaus Johannes (1993 - 1994) - Rainer Gluding (1994) - Guido Mey (1994 - 1995) - Gerd Schwickert (1995 - 1996) - Uwe Grub (1996 - 1998) - Werner Weiß (1998 - 1999) - Heinz Halter (1999) - Stefan Kuntz (1999 - 2000) - Valentin Herr (2000) - Willi Ertz (2000) - Jörg Nehren (2000 - 2002) - Andreas Golombek (2003) - Werner Mörsdorf (2003 - 2006) - Werner Weiß (2006 - 2007) - Heinz-Jürgen Henkes (2007) - Günter Erhardt (2007 - 2009) - Heinz Histing (2009) - Yilmaz Örtülü (2009) - Heinz-Jürgen Henkes (2009) - Kurt Knoll (2009 - 2011) - Paul Linz (2011) - Adetunji Adeyemi (2011 - 2012) - Cătălin Răcănel (2012) - Dieter Ferner (2012 - 2014) - Daniel Paulus (2014 - ) |

## Jugadores

### Jugadores Importantes
El internacional nigeriano Augustine Okocha fue jugador de la cantera del club y en el año 1990 debuta profesionalmente. Permanece en el club hasta el año 1992 cuando es vendido al equipo de la Bundesliga el  Eintracht Fráncfort.